# (8133) Takanochoei
(8133) Takanochoei – planetoida z pasa głównego asteroid okrążająca Słońce w ciągu 5 lat i 217 dni w średniej odległości 3,15 au. Została odkryta 18 lutego 1977 roku. Przed nadaniem nazwy planetoida nosiła oznaczenie tymczasowe (8133) 1977 DX3.